# Zgornje Jezersko
Zgornje Jezersko is een plaats in Slovenië en maakt deel uit van de gemeente Jezersko in de NUTS-3-regio Gorenjska. De plaats telde 547 inwoners op 1 januari 2020.

## Foto's

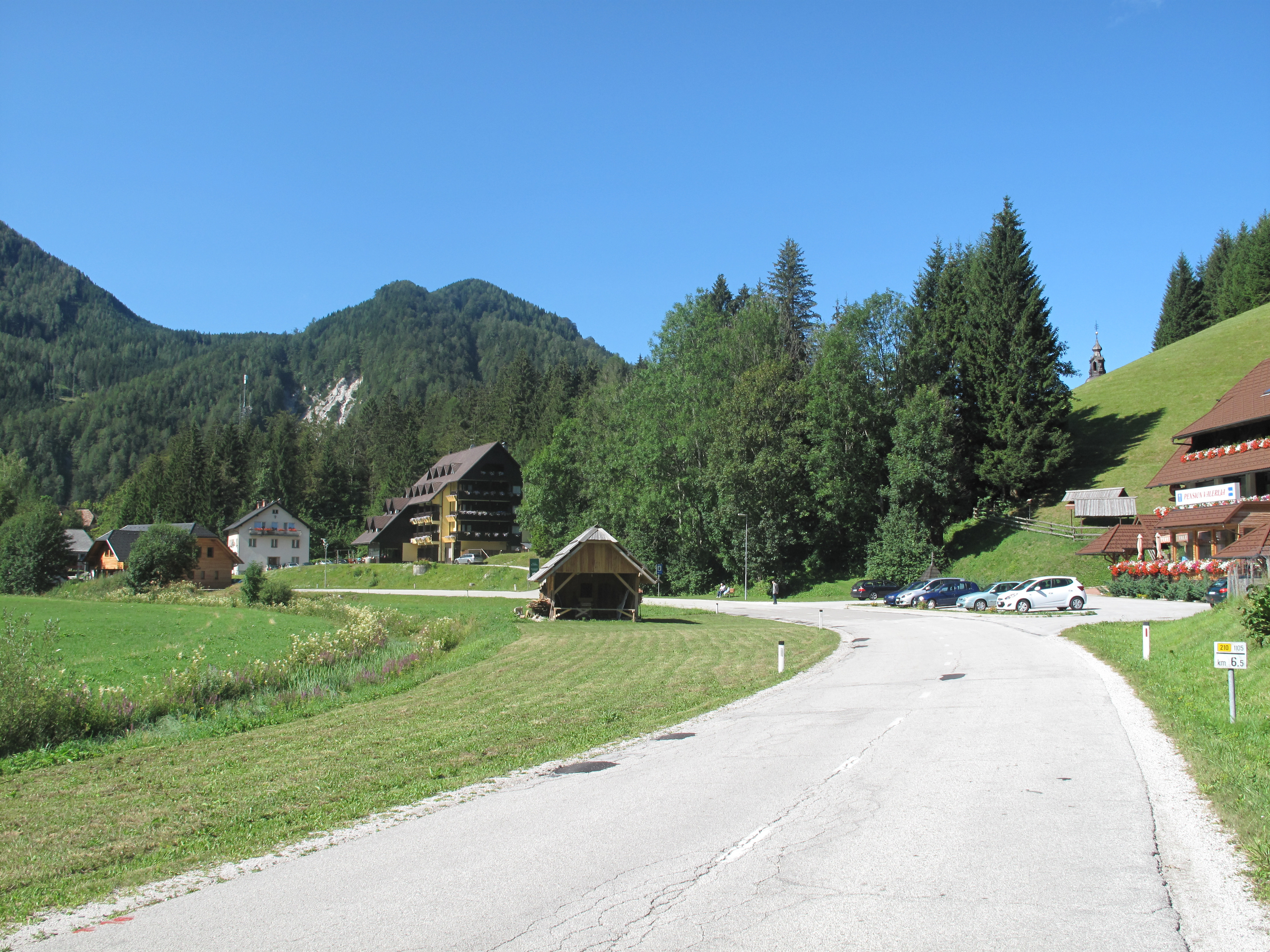
Zgornje Jezersko, straatzicht
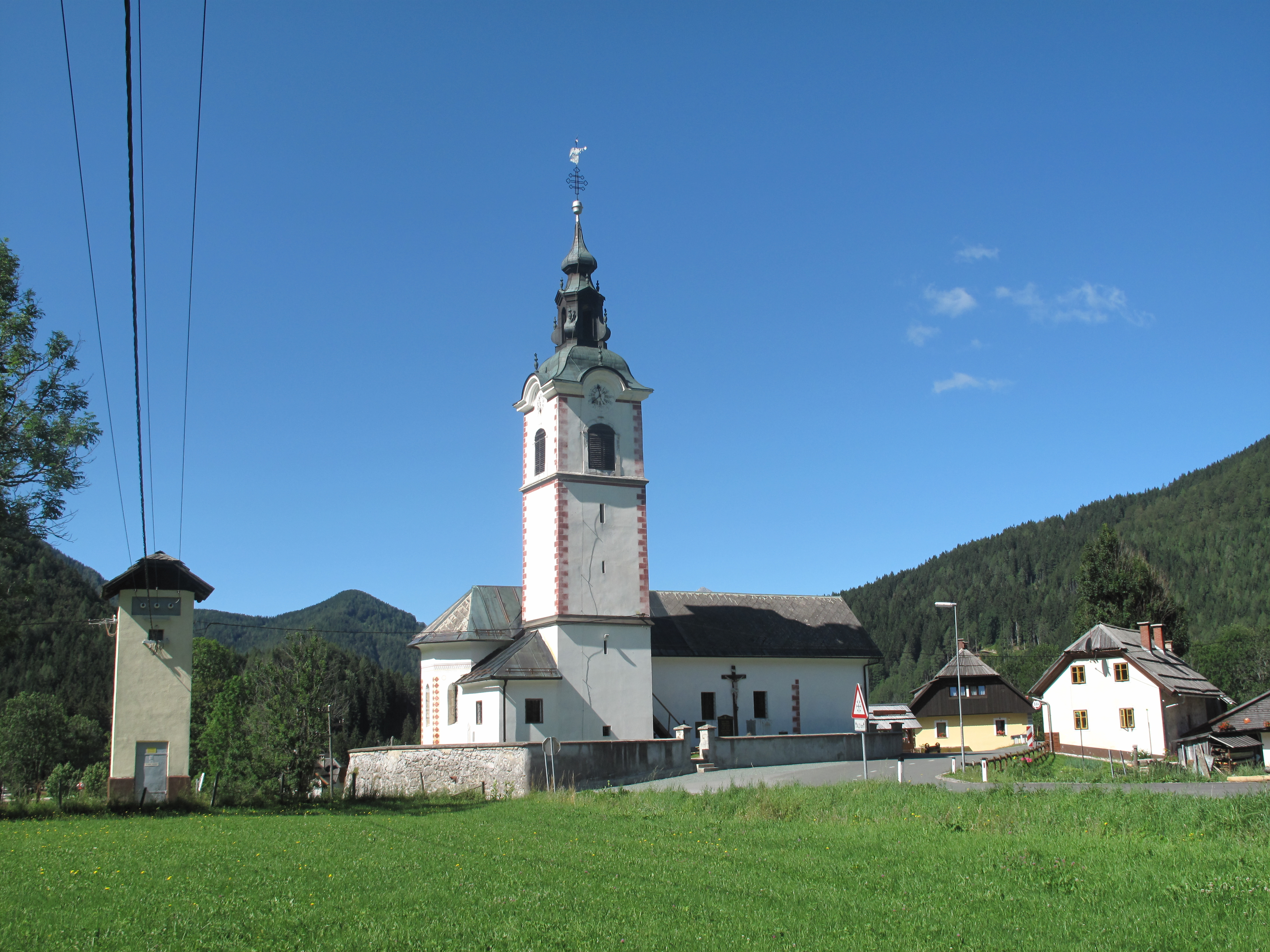
Zgornje Jezerslo, kerk